# Maradipura, Tirumakudal Narsipur
Maradipura là một làng thuộc tehsil Tirumakudal Narsipur, huyện Mysore, bang Karnataka, Ấn Độ.